# DR-Baureihe E 95
Die Baureihe E 95 sind schwere elektrische Güterzuglokomotiven der Deutschen Reichsbahn-Gesellschaft (DRG), die für die Bespannung schwerer Kohleganzzüge im schlesischen Netz konzipiert worden ist. Eine Lokomotive befindet sich im DB Museum Halle (Saale).

## Geschichte

### Planung und Bau

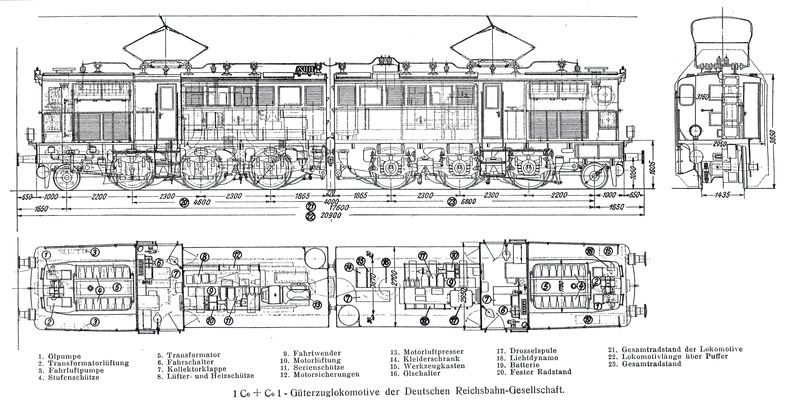
Typenzeichnung der E95

In den 1920er Jahren gab es Pläne, die nördlich der bestehenden elektrifizierten Schlesischen Gebirgsbahn gelegene Linie Breslau-Brockau–Liegnitz–Arnsdorf–Görlitz mit einer Fahrleitung auszustatten, da sie die Hauptabfuhrstrecke für oberschlesische Steinkohle in den Raum Berlin und Dresden darstellte. Die Deutsche Reichsbahn-Gesellschaft hatte 1924 die AEG beauftragt, Vorschläge für eine Elektrolokomotive vorzulegen, die auf dieser Strecke Kohlezüge mit 2200 t und Reisezüge mit 530 t Zugmasse mit 45 km/h befördern können sollte. Als Höchstgeschwindigkeit waren 65 km/h gefordert.
Ferner sollten die Lokomotiven teilbar sein, damit in kleinen Bahnbetriebswerken eine Wartung möglich war. Das verlangte die Ausführung mit zwei Transformatoren und Steuerungen. Ein erster Entwurf sah eine Lokomotive der Achsfolge 1’C+C1’ mit Stangenantrieb und tiefliegender Blindwelle ohne Überhöhung vor. Der dafür benötigte Kuppelraddurchmesser hätte 1750 Millimeter betragen und wäre für eine Güterzuglokomotive reichlich groß ausgefallen. Weitere Entwürfe sahen die Ausführung als Lokomotive mit Winterthur-Schrägstangenantrieb vor.
Als Lokomotive mit Einzelachsantrieb widersprach zur Anfangszeit der Entwicklungsphase die bei der DR-Baureihe E 92.7 noch zu geringe Leistung der elektrischen Fahrmotoren. Im Laufe der Projektierungszeit gelang es, wesentlich leistungsfähigere Fahrmotoren ohne übermäßige Massenerhöhung zu entwickeln. Die AEG übernahm die Verantwortung, mit der Wahl von gefederten Großzahnrädern den Tatzlagerantrieb für große Leistungsbereiche und Geschwindigkeitsbereiche bis 65 km/h ausführen zu können. Somit bestimmte die DRG im März 1926 über die Lieferung als 1’Co+Co1’-Lokomotive mit Tatzlagerantrieb als Ausführung und beauftragte die AEG mit der Lieferung des mechanischen Teiles von sechs Lokomotiven und des elektrischen Teiles für drei Lokomotiven. Für die restlichen drei Lokomotiven sollten die Siemens-Schuckertwerke die elektrische Ausrüstung übernehmen. Von Dezember 1927 bis Juni 1928 wurden sechs Lokomotiven geliefert, die die Betriebsnummern E 95 01 bis 06 erhielten.

### Einsatz

#### Vorkriegszeit

Werkfoto der AEG von der E 95 01

20 Monate nach Beginn der Konstruktionsarbeiten stand die E 95 01 im Dezember 1927 im Bahnbetriebswerk Hirschberg bereit für die Erprobung. Bis Mitte 1928 waren alle anderen Lokomotiven ausgeliefert. Da die geplante Strecke über Liegnitz nicht elektrifiziert wurde, waren die Lokomotiven von 1928 bis 1945 hier stationiert. Die erste Messfahrt fand im März 1928 mit der E 95 03 statt, als sie einen Kohlenzug mit einer Masse von 1409 Tonnen und 111 Achsen auf der Strecke Breslau–Schlauroth im Bereich von Hirschberg nach Schlauroth beförderte. Dabei zeigte die Lokomotive im Vergleich zur hier bisher eingesetzten E 91 eine Fahrzeiteinsparung auf der Hinfahrt von 30 %, auf der Rückfahrt von 23 %.
Als Höchstleistung ihrer Erprobung gilt die Fahrt zwischen Königszelt und Breslau. Der Zug bestand aus 39 neuen Großraumselbstentladewagen der Gattung OOt einschließlich des Messwagens und wog 2568 t. Bei dieser Fahrt, bei der die Lokomotive den Zug auf eine Geschwindigkeit von 60 km/h beschleunigte, konnte die effektive Leistung der Maschine beim Anfahren ermittelt werden. Bei der Anfahrt in Breslau zog die Lokomotive einen Strom von 230 Ampere aus der Fahrleitung. Dabei brach die Fahrleitungsspannung von 14 auf 12 kV ein, womit die Lokomotive eine Leistung von 2760 kW entwickelte.
Eingesetzt wurden die Lokomotiven vor allem vor den schweren Kohlezügen zwischen Waldenburg-Dittersbach und Görlitz (Schlesische Gebirgsbahn). Die Maschinen bewährten sich und erbrachten den Beweis, dass große Leistungen mit dem Tatzlagerantrieb möglich waren. Die Höchstgeschwindigkeit war auf 70 km/h festgesetzt worden. Dabei erbrachten die Lokomotiven die höchsten Laufleistungen aller schlesischen elektrischen Güterzuglokomotiven. 1928 erzielte die E 95 01 eine Laufleistung von 78 538 Kilometern, 1929 erreichte die E 95 05 mit 82 344 Kilometern den Spitzenwert. Als sich um die 1930er Jahre die Zahl der Kohlezüge zwischen Waldenburg-Dittersbach und Görlitz verringerte, wurden die Lokomotiven im Personenzugdienst verwendet, was durch die Ausrüstung mit Sicherheitsfahrschaltung möglich war. Die E 95 02 stand 1930 auf einer Messe in Berlin, wo sie anlässlich der Weltkraftkonferenz als leistungsfähigste Elektrolokomotive der DRG ausgestellt war.
Weitere Lokomotiven der Bauart wurden nicht beschafft. 1931 war die Elektrifizierung der Bahnlinie Stuttgart–Karlsruhe geplant, wofür ein Bedarf von 20 Lokomotiven ermittelt wurde. Zu dieser Elektrifizierung kam es damals nicht. Bei der Elektrifizierung der Strecke Stuttgart–Ulm wurde die E 95 in Erwägung gezogen. Jedoch wurde festgestellt, dass mit der E 93 eine in etwa gleich leistungsfähige, in der Fertigung jedoch viel einfachere elektrische Lokomotive in kürzerer Zeit zu bauen war. So blieb es bei sechs Maschinen und ihrem Einsatz auf der Schlesischen Gebirgsbahn. Alle überstanden den Zweiten Weltkrieg und fanden sich danach auf dem Territorium der späteren DDR wieder.

#### Nachkriegszeit

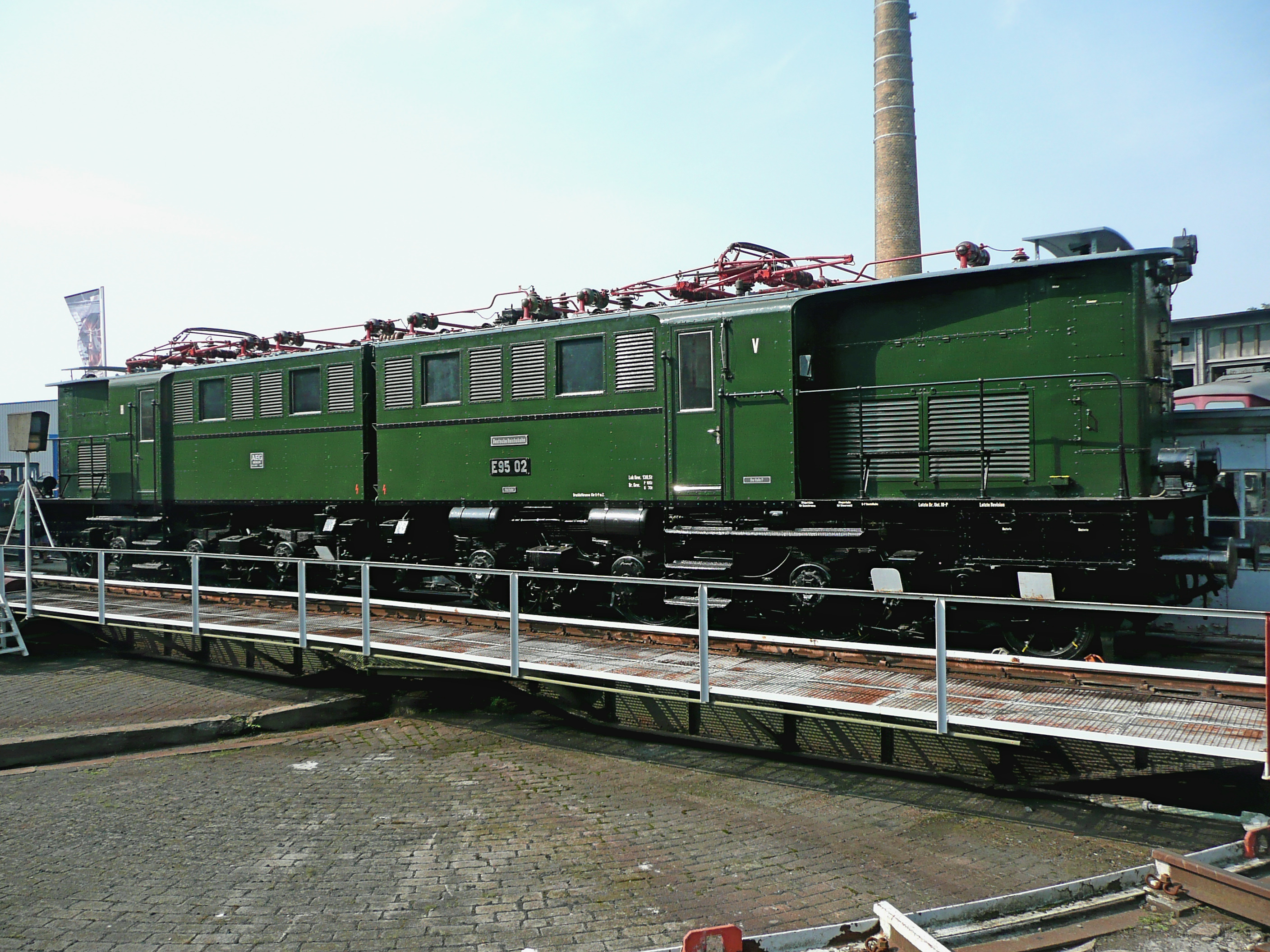
Seitenansicht der E 95 02 (2017)

1946 gelangten die Lokomotiven als Reparationsgut in die Sowjetunion. Sie kehrten bis November 1952 nach Deutschland zurück. Im Reichsbahnausbesserungswerk Dessau wurde die Aufarbeitungswürdigkeit aller sechs Lokomotiven festgestellt. Als sich mit fortschreitender Wiederelektrifizierung des mitteldeutschen Netzes ein steigender Bedarf an Lokomotiven für den schweren Güterzugdienst ergab, wurden 1959 die drei Lokomotiven E 95 01 bis 03 aufgearbeitet, wobei die übrigen Maschinen als Ersatzteilspender dienten. Dabei wurden zuerst die in größeren Stückzahlen vorhandenen E 04, E 44 und E 94 bevorzugt aufgebaut. Erst als bei den E 94 abzusehen war, dass die Aufarbeitungszahl nicht weiter gesteigert werden konnte, rückten die E 95 in den Blickpunkt der Aufarbeitung.
Zunächst wurden die Lokomotiven im Bahnbetriebswerk Leipzig-Wahren stationiert. Sie kamen 1960 zum Bahnbetriebswerk Halle P. Sie wurden in einem eigenen Umlaufplan zumeist vor Kohlenzügen aus dem Geiseltal in Richtung Halle, Leipzig und Erfurt eingesetzt. Problematisch erwies sich mit zunehmendem Alter die komplizierte Steuerung bei den Lokomotiven. So kam es öfter vor, dass Schütze bei Schalthandlungen kleben blieben. Dann musste der auf dieser Lokomotive ständig mitfahrende Beimann mit Hammer und Holzkeil die Schütze während der Fahrt wieder lösen. Schäden an den Fahrmotoren kamen öfter vor und führten zu monatelangen Ausfällen bei der Lokomotive. Da Ende der 1960er Jahre genügend Neubaulokomotiven vorhanden waren und eine deutliche Ausweitung des elektrischen Betriebes damals nicht geplant war, konnte die Deutsche Reichsbahn auf alte Lokomotiven und auf die meisten Splittergattungen verzichten, sodass die E 95 ausgemustert wurden. Hinzu kam bei ihnen, dass die Deutsche Reichsbahn elektrische Lokomotiven nur noch einmännig besetzen wollte, was auf Grund der genannten Schwierigkeiten mit den Maschinen und den Sichtverhältnissen vom Führerstand ein Problem im Zugbetrieb ergeben hätte. Nachdem Mitte 1969 die E 95 02 und 03 abgestellt wurden, folgten ihnen als letzte die E 95 01, die am 5. Oktober 1970 abgestellt wurde. Die gemäß EDV-Nummernplan ab 1. Juli 1970 für die Lokomotive vorgesehene neue Fahrzeugnummer 255 001 wurde nicht mehr angebracht.

### Verbleib
Bis auf die E 95 02 wurden alle Lokomotiven zerlegt. Die E 95 02 wurde als Ersatz für die bis dahin genutzte und als Museumslokomotive vorgesehene E 77 10 als stationäre Transformatorstation für die Weichenheizung im Bahnhof Halle (Saale) Hbf aufgestellt. Es dauerte noch einige Zeit, bis die Verantwortlichen bei der Deutschen Reichsbahn davon überzeugt werden konnten, dass auch die E 95 als Museumslokomotive erhaltenswert sei. 1979 begann die zunächst äußere Aufarbeitung der Lokomotive mit dem Ziel, sie zu einer Fahrzeugschau im Raw Dessau präsentieren zu können. Sie gehörte seitdem zum Verkehrsmuseum Dresden als nicht betriebsfähige Museumslokomotive. 1986 erfolgte die innere Komplettierung der Lokomotive. Im DB Museum Halle (Saale) wird die Lokomotive museal betreut. Seit 1995 arbeiten Mitarbeiter der Traditionsgemeinschaft Bw Halle P an der betriebsfähigen Aufarbeitung der Lokomotive. Im April 2015 konnte die Lokomotive erstmals zu einer Ausstellung im Museums-Bw Arnstadt mit neuer innerer und äußerer Lackierung präsentiert werden, wobei die Transformatoren überprüft wurden und fünf Fahrmotoren betriebsfähig sind.

## Technische Merkmale

### Mechanischer Teil

Segmenthälfte mit Rahmen und Lokkasten der E 95 im Bau, Blick auf das Kurzkuppelende, auf der anderen Seite sind die Abluftkanäle der elektrischen Bremse zu sehen

Die Lokomotive besteht aus zwei nahezu baugleichen Hälften, die mit Haupt- und Notkupplung verbunden sind. Die beiden Hälften stützten sich mit Federpuffer gegeneinander ab, um Schlingerbewegungen zu dämpfen. Ihre Höhe wurde mit zahlreichen Berechnungen ermittelt, um Achsentlastungen bei schweren Zuganfahrten zu vermeiden. Bei Bedarf können die beiden Hälften leicht getrennt werden. Zwischen den beiden Maschinenräumen besteht ein Übergang.
In jeder Lokomotivhälfte sind drei Treibachsen fest in einem äußeren Blechrahmen gelagert, von denen die mittlere um 15 Millimeter geschwächte Spurkränze aufweist. Die Laufachse ist als Bisselachse ausgebildet. Sie besitzen einen seitlichen Ausschlag von ±100 Millimeter und sind mit Rückstellfedern ausgerüstet. Jede der sechs Treibradsätze wird von je einem Elektromotor mit beidseitigem geradverzahnten Zahnrädern angetrieben. Die Großräder sind gefedert ausgeführt, dies dient außer der Dämpfung der Stöße zwischen Motor und Großrad zur gleichmäßigen Verteilung der Zahndrücke auf beiden Seiten.
Der Rahmen besteht aus Blechwangen mit einer Stärke von 30 Millimetern. Aus Massegründen und zwecks besserer Zugänglichkeit für die Instandhaltung sind in ihnen viele Ausschnitte vorhanden. Querverbindungen an den Enden und zahlreiche Versteifungen führen zu der erforderlichen Steifigkeit. Der Lokomotivkasten ist aus einem Profilstahlgerippe mit Blechverkleidung hergestellt. Die Kästen der Lokomotive sind annähernd gleich groß und tragen die Maschinenräume, die Führerstände und die Vorbauten. In den Vorbauten sind der Haupttransformator und die Steuerung untergebracht, im Maschinenraum die Hilfsbetriebe für die unter ihren Fußboden befindlichen Fahrmotoren. Im Gegensatz zu früheren Lokkonstruktionen in Schlesien besitzen die E 95 keinen Gepäckraum. Der Zugführer hatte seinen Arbeitsplatz mit im Führerstand der Lokomotive. Er konnte durch an der Rückseite des Führerstandes angebrachte Fenster den Zug beobachten, da die Maschinenräume geringfügig schmaler sind als der Führerstand.

### Elektrische Ausrüstung
Die Lokomotive besitzt je Segment einen ölgekühlten Manteltransformator. Er besitzt 14 Anzapfungen für die Fahrmotorensteuerung, eine für die Hilfsbetriebe sowie die Steuerung und zwei für die elektrische Heizung. Die elektrischen Fahrmotoren sind achtpolige fremdbelüftete Einphasen-Reihenschlussmotoren. Sie sind mit Erreger-, Kompensations- und Wendepolwicklungen ausgestattet.
Die Steuerung der Lokomotive wird von einem ausgeklügelten System einer Schützensteuerung realisiert. Je 14 elektromagnetische Schütze ermöglichen die Einstellung von zwei Vor- und 23 Fahrstufen. Der Schalttakt zwischen den Fahrstufen erfolgt dabei immer im Wechsel zwischen den beiden Lokomotivsegmenten. Außerdem sind sämtliche Fahrmotoren parallel geschaltet. Dadurch kommt die Lokomotive mit nur zwei Starkstromleitungen zwischen den Segmenten aus. Dafür sind eine Vielzahl von Verbindungsleitungen zwischen den Segmenten zur Steuerung der Schütze vorhanden. Diese komplizierte Steuerung war es, die die Maschinen mit zunehmendem Alter gegenüber einer einfacheren Lokomotive ins Hintertreffen brachten.
Die Lokomotive besitzt ein Bordnetz von 24 Volt Gleichspannung, es wird von einem rotierenden Umformer gespeist, der gleichzeitig die Batterie lädt. Die erhaltene E 95 02 ist die einzige Maschine der Baureihe, die mit einer elektrischen Bremse ausgerüstet wurde. Sie war so bemessen, dass sie die Masse der Lokomotive in einem Gefälle von 20 ‰ abbremsen konnte. Sie konnte in fünf Stufen gesteuert werden. Bei ihrer Betätigung wurde die Indirekte Bremse der Lokomotive automatisch abgeschaltet, die Zusatzbremse konnte weiterhin benutzt werden. Die gesamte Bremsausrüstung hatte eine Masse von 2900 Kilogramm. Bei der Wiederaufarbeitung nach 1954 wurde sie nicht wieder in Betrieb genommen.